# Разъезд 30 км
Разъе́зд 30 км — посёлок в Карабашском городском округе Челябинской области России.

## География
Расстояние до центра городского округа Карабаша 10 км.
Уличная сеть не развита. 

## История
Поселок появился при строительстве железной дороги. 

## Население
| 2002 | 2010 |
| ---- | ---- |
| 6    | ↗7   |

гендерный состав
По данным Всероссийской переписи, в 2010 году численность населения посёлка составляла 7 человек (4 мужчины и 3 женщины).

## Инфраструктура
Путевое хозяйство. 

## Транспорт
Автомобильный и железнодорожный транспорт. Проходит автодорога 75К-008 Кузнецкое – автодорога Миасс – Карабаш – Кыштым
(идентификационный номер: 74 ОП РЗ 75К-008). 